# 기즈쿠리역
기즈쿠리역(일본어: 木造駅)은 일본 아오모리현 쓰가루시에 위치한 동일본 여객철도 고노 선의 철도역이다. 단선 승강장 1면 1선의 구조를 갖춘 지상역이다.

## 이용 현황
| 승차 인원 추이 | 승차 인원 추이 |
| 연도           | 1일 평균       |
| -------------- | -------------- |
| 2000           | 399            |
| 2001           | 374            |
| 2002           | 366            |
| 2003           | 329            |
| 2004           | 307            |
| 2005           | 293            |
| 2006           | 302            |
| 2007           | 302            |
| 2008           | 308            |
| 2009           | 289            |
| 2010           | 285            |
| 2011           | 286            |
| 2012           | 285            |
| 2013           | 266            |
| 2014           | 241            |

## 역 주변
- 국도 제101호선
- 쓰가루 시청
- 쓰가루 시 소방본부
- 기즈쿠리 추오 공민관

## 역사
- 1924년 10월 21일 : 개업.
- 1983년 4월 1일 : 간이위탁화.
- 1987년 4월 1일 : 일본국유철도 분할 민영화에 의해, 동일본 여객철도가 승계.
- 1992년 8월 3일 : 현 역사 완성 · 동시에 구) 기즈쿠리 역사를 철거.
- 2002년 : 도호쿠의 철도역 100선에 선정됨.

## 인접 역
| 동일본 여객철도 고노 선  | 동일본 여객철도 고노 선 | 동일본 여객철도 고노 선 |
| ------------------------ | ----------------------- | ----------------------- |
| 나카타 히가시노시로 방면 | 고노 선                 | 고쇼가와라 가와베 방면  |